# サザン・コンフォート (映画)
『サザン・コンフォート』（原題：Southern Comfort）は、1981年制作のアメリカ合衆国のアクション・スリラー映画。ウォルター・ヒル監督。
日本では劇場未公開で、ビデオタイトルは『ダーティアーミー/対決! 悪魔のカルト集団』、DVDタイトルは『サザン・コンフォート/ブラボー小隊 恐怖の脱出』。

## あらすじ
1973年、ルイジアナ州の湿地帯で州軍のある9名の小隊が演習を行っていた。
その最中、運悪く道に迷ってしまいどうにか川辺にたどり着いた一行。そこにあったケイジャンと呼ばれる現地民のカヌーを置き手紙を残して勝手に拝借。しかし、川の真ん中付近で持ち主にみつかり、大声で説明するが言葉が通じず、悪ふざけで空包による威嚇射撃までしてしまったことから、ケイジャンの怒りを買い猟銃の狙撃により隊長の軍曹が死亡。指揮官も地図もコンパスも失った小隊は次第に追い詰められていく。

## キャスト
| 役名                   | 俳優                   | 日本語吹替         | 日本語吹替                                                 |
| 役名                   | 俳優                   | VHS版              | 毎日放送版                                                 |
| ---------------------- | ---------------------- | ------------------ | ---------------------------------------------------------- |
| スペンサー             | キース・キャラダイン   |                    | 津嘉山正種                                                 |
| チャールズ・ハーディン | パワーズ・ブース       |                    | 麦人                                                       |
| ロニー・リース         | フレッド・ウォード     |                    | 若本規夫                                                   |
| クロフォード・プール   | ピーター・コヨーテ     |                    | 筈見純                                                     |
| シムズ                 | フランクリン・シールズ |                    | 石丸博也                                                   |
| タイロン・クリブス     | T・K・カーター         |                    | 田中亮一                                                   |
| スタッキー             | ルイス・スミス         |                    | 安原義人                                                   |
| キャスパー             | レス・ラノム           |                    | 納谷六朗                                                   |
| ボーデン               | アラン・オートリー     |                    | 銀河万丈                                                   |
| ケイジャンの密猟者     | ブライオン・ジェームズ |                    |                                                            |
| ハンター               | ソニー・ランダム       |                    |                                                            |
| その他                 |                        |                    | 安田隆 塚田正昭 鈴木勝美 河口宏 有馬瑞香 佐藤由衣 好村俊子 |
| 日本語版制作スタッフ   |                        |                    |                                                            |
| 演出                   |                        |                    | 河村常平                                                   |
| 翻訳                   |                        |                    | 井場洋子                                                   |
| 調整                   |                        |                    | 荒井孝                                                     |
| 効果                   |                        |                    | 遠藤堯雄 桜井俊哉                                          |
| 録音                   |                        |                    | TFCスタジオ                                                |
| 担当                   |                        |                    | 鳥沢真二                                                   |
| 配給                   |                        |                    | EMI                                                        |
| 制作                   |                        |                    | 東北新社                                                   |
| 初回放送               |                        | 2001年11月25日発売 | 1985年10月8日 『火曜シネマランド』 23:35-翌01:29           |

※スティングレイから発売のBlu-rayには上記2種類の吹替を収録（ただしVHS版吹替は発売当時のVHSの映像マスターをそのまま収録しているため、特典映像としての扱いである）

## サザンカンフォート
- 本作品と同名のリキュールの一種であり作品とは全く関係ないが、本映画を作成の折に全米リキュール協会から使用許可をとった。

## 関連作品
- 脱出 (1972年のアメリカ合衆国の映画)